# Riethoven

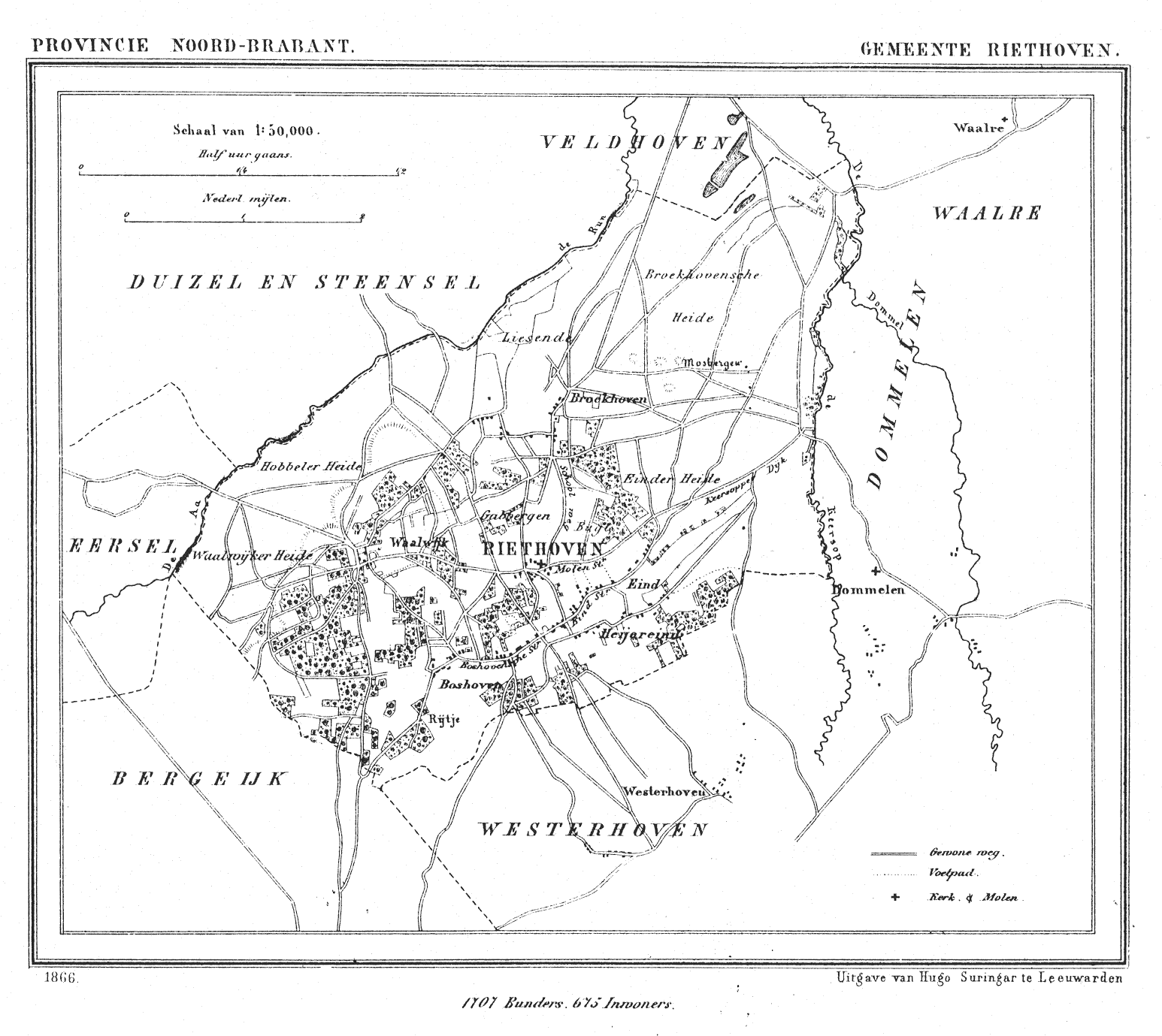
Riethoven in 1866.

Riethoven (Brabants: Rijthoven; Uitspraak: [ˈrithoːvə(n)]) is een dorp in de gemeente Bergeijk, in de Nederlandse provincie Noord-Brabant. Het dorp is gelegen in regio de Kempen en telt 2.515 inwoners (2023), inclusief de buurtschap Walik.

## Etymologie
De naam 'Riethoven' is afgeleid van het riviertje de Rijt.

## Geschiedenis

### Vroege geschiedenis
Het ca. 35 km² grote gebied tussen de Run en de Keersop kan beschouwd worden als een microregio. Het wordt vrijwel geheel omsloten door de beide genoemde riviertjes. Het primair voor bewoning geschikte deel wordt gevormd door een centraal dekzandplateau. Aan de oostzijde wordt dit plateau in tweeën gedeeld door het eerder genoemde ’t Rijtje. Op het dekzandplateau zijn in de middeleeuwen grote escomplexen aangelegd.
Uit de omgeving van Riethoven zijn tal van vindplaatsen uit de Bronstijd bekend, zoals de grafheuvels ten zuidwesten van Boschhoven, ten noordwesten van Walik en meer westelijk ten zuiden van ’t Rijtje. In de Vroege IJzertijd heeft de microregio een intensief bewoonde Siedlungskammer gevormd en sinds 1982 vormt het gebied tussen Run en Keersop een van de zwaartepunten van het archeologisch onderzoek in het kader van het Kempenproject. Binnen de microregio zijn verschillende elementen van het nederzettingssysteem uit de Vroege IJzertijd bekend. Zo bracht het onderzoek -in de periode van 1964 tot 1995- op de Heesmortel een nederzetting uit de  Romeinse tijd met een deel van het bijbehorende grafveld aan het licht, alsmede een tweetal huisplattegronden uit voornoemde IJzertijd en een laat middeleeuwse akkeromwalling. Daarnaast ook de Celtic fields bij Boshoven en een zevental urnenvelden o.a. bij Boschhoven en Walik. Bij archeologische opgravingen in het uitbreidingsgebied "Achter de Sleutel" zijn twee graven en restanten van een nederzetting uit de periode van 575 tot 850 na Christus gevonden.

### Vanaf de middeleeuwen
Tot 1468 behoorde Riethoven tot de schepenbank van Eersel, daarna tot de schepenbank van Bergeijk, Westerhoven, en Riethoven. De voormalige gemeente Riethoven is ontstaan in 1810 en werd in 1997 bij herindeling samengevoegd met de gemeente Bergeyk (nu Bergeijk). De parochie van Riethoven was een dochterparochie van Bergeijk en in 1368 werd voor het eerst het bestaan van een kerk vermeld. In 1442 werd Riethoven een zelfstandige parochie. In het gehucht Walik, op de weg naar het naburige Eersel leefde in de zestiende eeuw Maarten Bouwens, die later bekend werd als bisschop Martinus Riethovius.
Tot 1997 was Riethoven een zelfstandige gemeente. Per 1 januari 1997 ging de gemeente op in Bergeyk (vanaf 1998 gespeld als Bergeijk).

## Bezienswaardigheden
- De Sint-Willibrorduskerk is van oorsprong een 15e-eeuwse eenbeukige gotische kruiskerk. In 1892 werd de kerk ingrijpend verbouwd door Caspar Franssen, waarbij alleen wat muurwerk en de kern van de toren werden behouden, evenals de tongewelven. In 1930 werden door architect Vermeulen twee zijbeuken en twee zijkapellen aangebracht, waardoor alleen de muren van het koor en het dwarspand nog oud zijn.
  - De kerk bezit een relikwie van Sint-Willibrord, in de vorm van een stukje van zijn schedel, dat door de Abdij van Westmalle in 1853 als authentiek werd bevonden. Ook in 1755 werd het al eens echt verklaard. Dit reliek is echter in 1936 weggenomen en is nooit meer teruggekomen. Hierop kreeg men een reliek van Willibrordus uit de Achelse Kluis.
  - In het interieur bevinden zich twee neogotische altaren, waarvan een uit 1903, vervaardigd door Jan Custers. Verder een preekstoel waarop de afbeelding van Willibrord is afgebeeld, die een model van de oorspronkelijke kerk draagt. Ook is er een kruisbeeld uit 1500, waarvan de polychromie voor een deel nog intact is. Hierbij hangt een schilderij van bisschop Martinus Riethovius. Sinds de restauratie van 1981 is de oude beschildering van het plafond weer zichtbaar.
- De Pastorie, naast de kerk, uit 1860, mooi bewaard gebleven en sinds 2020 in gebruik als boutique hotel Lytel Blue.
- De Onderwijzerswoning, uit 1840, gerestaureerd in 1980, aan Dorpsplein/Molenstraat
- Het voormalig café Van Deijck, aan het dorpsplein. Dit is een van de oudste nog aanwezige gebouwen in de dorpskom. De oudste delen van dit pand dateren van omstreeks 1660. Tot kort na 1900 was hier brouwerij De Hoop gevestigd, waarvan de kelders nog bewaard gebleven zijn. Het complex werd rond 1900 in de as gelegd door een grote brand die verschillende gebouwen in het toenmalige centrum van Riethoven verwoestte. Het werd, hoewel met een gespiegelde plattegrond, rond 1910 herbouwd met gebruikmaking van zo veel mogelijk van de oorspronkelijke materialen. Na deze brand is de brouwerij niet meer in gebruik geweest, men voorzag zich van bier vanuit het nabijgelegen Dommelen. Het café, dat ook fungeerde als gildehuis, werd gesloten in 1979. Na de dood van de laatste bewoner in 2004, Albert van Deijck, stond het pand leeg totdat het in 2008 verkocht werd. In dat jaar werd het ook tot rijksmonument verklaard. Architect Herman Sengers uit Bergeijk heeft het gebouw gekocht en het tussen 2010 en 2012 volledig gerestaureerd. Sinds juli 2012 is er Restaurant Vandeijck, genoemd naar de oorspronkelijke bewoners, gevestigd.
- De Sint-Willibrordusschool, aan de Schoolstraat is een van de merkwaardigste gebouwen van Riethoven. Het stamt uit 1920 en is gebouwd in de stijl van Um 1800, die teruggreep op de barok en het classicisme.
- Op het grondgebied van Riethoven staan vier Mariakapelletjes, die alle min of meer identiek zijn en door de plaatselijke aannemer Das zijn gebouwd in 1949 en 1950. Ze bevinden zich op 't Eind, Walik, hoek Tonterstraat/Dorpsstraat, en in de Schoolstraat. De kapelletjes zijn gebouwd uit dankbaarheid dat Riethoven ongeschonden bleef tijdens de Tweede Wereldoorlog.

## Monumenten
- Lijst van rijksmonumenten in Riethoven
- Lijst van gemeentelijke monumenten in Riethoven

## Natuur en landschap
Riethoven ligt op een droog dekzandgebied met hier en daar stukken droog naaldbos. Ten noordwesten van Riethoven ligt de Einderheide, een groot aaneengesloten naaldbosgebied waarin zich het Huisven bevindt. Hier werd in 2002 de Grote bremraap gevonden.

## Buurtschappen
Broekhoven, de Hei, Walik, Boshoven, Voort, Heiereind, Galbergen en Eind.

## Nabijgelegen kernen
Walik, Bergeijk, Westerhoven, Steensel, Waalre

## Geboren
- Maarten Bouwens (1511), bisschop van leper
- Henk van Gerven (1955), medicus, politicus
- Wilbert Das (1963), Fashion designer